# Reparti i Eleminimit dhe Neutralizimit te Elementit te Armatosur
RENEA (Reparti i Eleminimit dhe Neutralizimit te Elementit te Armatosur soit en français Corps d'élimination et de neutralisation des éléments armés) est une unité Albanaise de contre-terrorisme sous le commandement du ministère de l'Intérieur. L'unité est composée de deux pelotons entrainés par la police régulière Américaine et Européennes. L'unité a été fondée en 1982 sous le nom de code "326". Elle est équipée de divers type d'AK-47, de Tokarev TT33 de ARX 160 de HK MP5 allemand ainsi que de pistolets Beretta 92 de Beretta APX et de Glock 17. Depuis 1990, l'unité a perdu quatre hommes en opération.

## Sources
- (en) Special operatiions : Albania

http://m.time.ikub.al/TimeNews.aspx?clusterId=1457c2d52debd018d95db16677b5f698